# North Granby
North Granby statisztikai település az USA Connecticut államában, Hartford megyében. Lakosainak száma 1835 fő (2020. április 1.).

## Népesség
A település népességének változása:

| 2010 | 1 944 |
| 2020 | 1 835 |